# Aero Dive
Aero Dive, intitulé Skydiving Extreme en Amérique du Nord, est un jeu vidéo de sport, publié en 2000, au Japon, développé par Natsume, Inc. et distribué par Metro Corporation.

## Système de jeu
Aero Dive est un jeu de sport en 3D. Le joueur doit contrôler une équipe de cascadeurs du ciel en différentes formations. Le jeu mêle des éléments de synchronisation et sport. Le joueur peut perfectionner ses mouvements dans un mode d'entrainement ou jouer contre d'autres joueurs. 
Au début d'une partie, l'équipe de cascadeurs saute depuis un avion, et le joueur doit compléter plus de figures que son adversaire, à l'aide de combinaisons de touches différentes. Une figure correctement effectuée ralentit la descente, donnant ainsi plus de temps pour d'autres figures. Pour effectuer une figure correcte, le joueur doit appuyer sur des touches précises dans un laps de temps. Une fois que c'est effectué, la figure est effectuée par les cascadeurs. Toutes ses figures doivent s'effectuer avant que les cascadeurs n'ouvrent leurs parachutes.

## Développement
Le jeu est réédité sur PlayStation 2, et sorti le 11 janvier 2001 au Japon[Information douteuse]. Il est également réédité le 6 juillet 2011 sur PlayStation Network.